# Agrotis patricei
Agrotis patricei là một loài bướm đêm trong họ Noctuidae.